# Turkiet i olympiska sommarspelen 1912
Turkiet deltog i de olympiska sommarspelen 1912 i Stockholm med en trupp bestående av två deltagare, båda tävlade i friidrott. Ingen av landets deltagare erövrade någon medalj.

## Friidrott
| Idrottare         | Gren                           | Heat     | Heat      | Semifinal        | Semifinal        | Final            | Final            |
| Idrottare         | Gren                           | Resultat | Placering | Resultat         | Placering        | Resultat         | Placering        |
| ----------------- | ------------------------------ | -------- | --------- | ---------------- | ---------------- | ---------------- | ---------------- |
| Mıgırdiç Mıgıryan | Kulstötning                    | i.u.     | i.u.      | 10.63            | 19               | Gick inte vidare | Gick inte vidare |
| Mıgırdiç Mıgıryan | Diskuskastning                 | i.u.     | i.u.      | 32.98            | 34               | Gick inte vidare | Gick inte vidare |
| Mıgırdiç Mıgıryan | Kulstötning med dubbelfattning | i.u.     | i.u.      | 19.78            | 7                | Gick inte vidare | Gick inte vidare |
| Mıgırdiç Mıgıryan | Femkamp                        | i.u.     | i.u.      | i.u.             | i.u.             | Elim-3 67        | 23               |
| Mıgırdiç Mıgıryan | Tiokamp                        | i.u.     | i.u.      | i.u.             | i.u.             | 1527.750         | 29               |
| Vahram Papazyan   | 800 m                          | DNF      | DNF       | Gick inte vidare | Gick inte vidare | Gick inte vidare | Gick inte vidare |
| Vahram Papazyan   | 1 500 m                        | i.u.     | i.u.      | DNF              | DNF              | Gick inte vidare | Gick inte vidare |